# Karel Šimr
Karel Šimr (* 30. září 1975 Plzeň) je český evangelický farář a pedagog zaměřený na liturgiku a teologii diakonie. Působí jako farář v sboru ČCE v Chrástu u Plzně a od roku 2018 vyučuje na Teologické fakultě Jihočeské univerzity, kde se odborně zaměřuje na diakonickou teologii, teorii diakonie a krizovou intervenci.

## Život a působení
Karel Šimr se narodil roku 1975. Před vstupem do teologických studií pracoval jako sociální pracovník v azylovém domě, hospicu a dalších diakonických zařízeních.
Po studiu se stal farářem ČCE v Chrástu u Plzně, kde se angažuje v liturgickém a komunitním životě sboru. Zároveň působí na Teologické fakultě Jihočeské univerzity jako odborný asistent, kde vyučuje předměty na pomezí teologie, diakonie a sociální práce.

## Oblast odborného zájmu
Šimr se zaměřuje na teologii diakonie s důrazem na koncept vzájemné participace – participace těch, kdo potřebují pomoc, a zároveň angažovanost společenství. Publikoval text „Vzájemná participace v kontextu teologie diakonie“ v rámci specifického výzkumu Grantové agentury Jihočeské univerzity v Českých Budějovicích.
Je také jedním z aktivních představitelů liturgické iniciativy Coena, kde se věnuje tématům jako obnova bohoslužeb, eucharistie a symbolika v rámci ČCE.
Karel Šimr působil v různých oblastech krizové pomoci, včetně povodňové pomoci a vedoucí role v Terénní krizové službě Diecézní charity Plzeň. Karel Šimr působí jako koordinátor Psychosociálního intervenčního týmu ČR (PIT ČR). Tento tým vznikl v roce 2000 jako reakce na potřebu systematické psychosociální pomoci při mimořádných událostech v České republice.

## Významné publikace
- ŠIMR, Karel. „Vzájemná participace“ v kontextu teologie diakonie, SAT 32 (2020/1), s. 59–82.[2]